# 下呂市立下呂中学校
下呂市立下呂中学校（げろしりつ げろちゅうがっこう）は、岐阜県下呂市森にある公立中学校。

## 概要
- 全校生徒200人程度で下呂市立下呂小学校・下呂市立上原小学校の生徒が進学する。

## 沿革
下呂中学校は1968年に下呂中学校、上原中学校、中原中学校を統合した中学校である。ここでは1968年以前の下呂中学校を下呂中学校〈旧〉として記述する。
- 1947年（昭和22年）4月1日 - 学制改革により、下呂町に下呂町立下呂中学校〈旧〉として開校。下呂小学校の校舎の一部を使用。
- 1949年（昭和24年）3月 - 校舎が完成。
- 1955年（昭和30年）4月1日 - 下呂町、竹原村、上原村、中原村が合併し、下呂町が発足。
- 1968年（昭和43年）4月1日 - 下呂中学校〈旧〉、上原中学校と中原中学校を統合し下呂町立下呂中学校となる。上原地区と中原地区の生徒を収容するため、下呂中学校の増改築が必要となる。そのため都合上、旧・下呂中学校を下呂中学校下呂教室、旧・上原中学校を下呂中学校上原教室、旧・中原中学校を下呂中学校中原教室とする。
- 1969年（昭和44年） - 校舎の増改築が完成。下呂教室、上原教室、中原教室を廃止。
- 1978年（昭和53年） - 新校舎（鉄筋コンクリート造4階建）が完成。
- 1986年（昭和61年） - 新屋内運動場、技術教室が完成。
- 2004年（平成16年）4月 - 町村合併により下呂市立下呂中学校となる。

## 部活動
- 陸上部
- 男子テニス部
- 女子テニス部
- 男子バスケット部
- 女子バスケット部
- 男子バレー部
- 女子バレー部
- 剣道部
- 男子卓球部
- 女子卓球部
- 野球部
- 吹奏楽部
- 美術部

## 周辺施設
- 益田信用組合本店
- ローソン下呂小川店
- ゲンキー下呂中学校西店
- ジップドラッグ下呂店
- 下呂市消防本部中消防署
- わかばこども園
- 魚鮮下呂店
- 飛騨川

## 著名な出身者
- 今井雅人 - 元衆議院議員